# Яхт-клуб

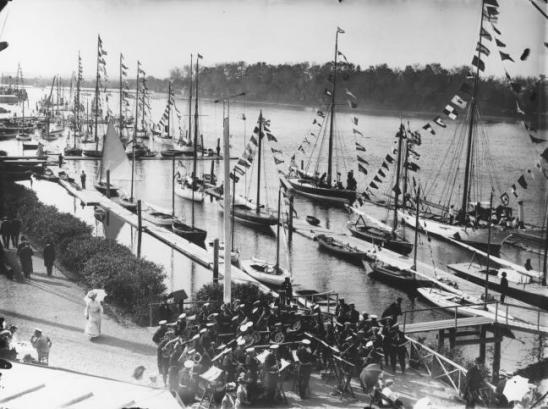
Императорский яхт-клуб в дни празднования 200-летия Санкт-Петербурга. Фото К. К. Буллы. Май, 1903

Яхт-клуб — общественная или частная организация, объединяющая яхтсменов с взиманием или без ежегодных взносов в фонд клуба. Яхт-клубы нацелены на защиту яхтиндустрии, прав яхтсменов. Они могут предоставлять в аренду суда, оборудование, производить ремонт, предоставлять места для стоянки судов, кемпинги, гостиницы.  Как правило, яхт-клубы располагают собственной мариной: причалами для швартовки и стоянки яхт, механизмами для подъёма и спуска судов, эллингами, мастерскими, кемпингами. Они располагаются обычно в бухте или устье реки.

## Сервис
Яхт-клубы осуществляют многочисленные работы:
- Ремонт и сервисное обслуживание двигательных установок судов.
- Корпусные работы — от удаления царапин на судне или полной окраски до настила тиковых палуб.
- Окраска подводной части судна не обрастающей краской.
- Работы по сухой и мокрой чистке судна и его внутренних помещений, включая химчистку и полировку.

## История
Первым яхт-клубом является яхт-клуб «Невский флот» Петра I в Санкт-Петербурге. Пётр выдал в 1718 году наиболее знатным петербуржцам суда для катанья по Неве, на которой по воскресным дням совершались обязательные прогулки. В англоязычной литературе Невский флот обычно так и называется: Neva Yacht Club.
После смерти Петра I первый русский яхт-клуб прекратил своё существование. Только в 40-х годах XIX века появились любители парусного спорта (большей частью высокопоставленные лица), основавшие в 1846 году в Санкт-Петербурге Императорский яхт-клуб. Для членства в клубе были введены строгие ограничения: его участниками могли стать только лица дворянского сословия. В 1860 году гражданами с более скромным достатком и положением в обществе был основан Санкт-Петербургский речной яхт-клуб. В него входило гораздо большее число членов, чем в предыдущий, хотя их яхты и уступали по размерам и оснащению яхтам знати.
Первые яхт-клубы в Западной Европе появились в начале XVIII века в Соединённом королевстве Великобритании и Ирландии («Cork Harbour Water Club», сейчас известный как Royal Cork Yacht Club, 1720 год, ирландский город Корк). С течением времени яхт-клубы распространились по территории всей Европы.
Лондонский Яхт-клуб («The Yacht Club») основан в конце 1813 года.
В 1830 году основана была Шведская Королевская Яхтенная Лига (Kungliga Svenska Segelsällskabet, KSSS). В том же году в Англии создана Королевская Яхтенная Эскадра (Royal Yacht Squadron).
В 1851 году основан Американский Яхт-клуб в Нью-Йорке. Уже на протяжении полутора веков Нью-йоркский яхт-клуб проводит ежегодную регату «Кубок Америки». 
1 июля 1868 года, по инициативе британского «Royal Victoria Yacht Club», был созван международный конгресс для выработки фундаментальных норм яхтенных гонок.
В ноябре 1875 году в Великобритании основана Яхтенная Гоночная Ассоциация (The Yacht Racing Association).
В 1876 году в Барселоне основан Королевский Яхт-клуб Real Club Náutico de Barcelona (RCNB) - старейший яхт-клуб Испании. 
В 1886 году в хорватском городе Опатия был основан первый яхт-клуб Адриатики. 
Первый Международный союз парусного спорта был основан в 1907 году: с 1996 года он изменил своё название на Международную федерацию парусного спорта. Уже к 1998 году данная организация объединяла около 115 национальных федераций.
Разработанная в 1911 году яхта «Star» стала первой яхтой олимпийского класса (участие в Олимпиадах с 1932 г.).
В 1953 году Яхтенная Гоночная Ассоциация (YRA) была преобразована в Королевскую Яхтенную Ассоциацию (Royal Yachting Association, RYA).
28 июля 1991 года в Балтийском море впервые была проведена Ганзейская яхтенная регата (базируется на акваторию Ростока). Названа в честь средневековой торговой конфедерации Ганзы.

## Яхт-клубы в России
Россия является одной из крупнейших стран в мире по протяжённости своих внутренних водных путей — и составляет 101,6 тыс. км. Ежегодно перевозится более 150 млн тонн грузов и 20 млн пассажиров, работает более 30 тыс. судов (1,5 тыс. судовладельцев).
Существуют федерации водно-моторного и парусного спорта, созданные с целью популяризировать, развивать и продвигать парусные и яхтенные виды спорта, ассоциации школ по обучению вождению маломерными судами.